# Simone Göttlich
Simone Göttlich (* 1978 in Mannheim) ist eine deutsche Mathematikerin.

## Leben
Simone Göttlich studierte Mathematik an der TU Darmstadt und schloss dies 2003 mit dem Diplom in Mathematik ab. Im Anschluss war sie als wissenschaftliche Mitarbeiterin und später Akademische Rätin auf Zeit an der TU Kaiserslautern beschäftigt und promovierte dort unter Axel Klar und Christian Ringhofer 2007. Ihre Habilitation erfolgte 2011 ebenfalls an der TU Kaiserslautern.
Seit 2011 hat Simone Göttlich eine Professur an der Universität Mannheim und leitet dort den von ihr gegründeten Lehrstuhl für wissenschaftliches Rechnen.
Von 2012 bis 2015 war sie Gleichstellungsbeauftragte der Universität Mannheim und von 2012 bis 2016 war sie auch im Vorstand bei ABSOLVENTUM, dem Alumni-Netzwerk der Universität Mannheim. Seit 2019 ist sie gewähltes Mitglied im Senat der Universität.

## Forschung
Die Forschung von Simone Göttlich findet in den Bereichen der Mathematischen Modellierung, Numerische Simulation, Kontrolltheorie und Operations Research statt. Ein Fokus bei ihren mathematischen Untersuchungen bildet die Theorie der Optimierung durch Multiskalen-Netzwerk-Modelle sowie numerische Methoden bei partiellen Differenzialgleichungen. Außerdem kommt angewandte Forschung etwa durch Netzwerkmodellierung bei Lieferketten, Optimierung von Produktionsabläufen, Anwendungen in der Verkehrsplanung oder Modellierung und Steuerung von Energienetzen hinzu.

## Schriften (Auswahl)
- Simone Göttlich, Michael Herty, Anja Milde (Hrsg.): Mathematical Modeling, Simulation and Optimization for Power Engineering and Management (= Mathematics in Industry. Nr. 34). Springer, 2021, ISBN 978-3-03062731-7.
- Christoph Ableitinger, Simone Göttlich, Thorsten Sickenberger: Eine Modellierungsaufgabe zum Thema „Optimale Auslastung von Flugzeugen“. In: Neue Materialien für einen realitätsbezogenen Mathematikunterricht 4: 25 Jahre ISTRON-Gruppe - eine Best-of-Auswahl aus der ISTRON-Schriftenreihe (= Realitätsbezüge im Mathematikunterricht). Springer Fachmedien, Wiesbaden 2018, ISBN 978-3-658-17599-3, S. 331–342, doi:10.1007/978-3-658-17599-3_24.
- Simone Göttlich, Andreas Potschka, Ute Ziegler: Partial Outer Convexification for Traffic Light Optimization in Road Networks. In: SIAM Journal on Scientific Computing. Band 39, Nr. 1, 1. Januar 2017, ISSN 1064-8275, S. B53–B75, doi:10.1137/15M1048197.
- Simone Göttlich, Michael Herty, Peter Schillen: Electric transmission lines: Control and numerical discretization. In: Optimal Control Applications and Methods. Band 37, Nr. 5, 2016, ISSN 1099-1514, S. 980–995, doi:10.1002/oca.2219.
- Simone Göttlich, Michael Herty, Ute Ziegler: Modeling and optimizing traffic light settings in road networks. In: Computers & Operations Research. Band 55, 1. März 2015, ISSN 0305-0548, S. 36–51, doi:10.1016/j.cor.2014.10.001.
- Simone Göttlich, Axel Klar, Sudarshan Tiwari: Complex material flow problems: a multi-scale model hierarchy and particle methods. In: Journal of Engineering Mathematics. Band 92, Nr. 1, 1. Juni 2015, ISSN 1573-2703, S. 15–29, doi:10.1007/s10665-014-9767-5.
- Ciro d'Apice, Simone Göttlich, Michael Herty, Benedetto Piccoli: Modeling, simulation, and optimization of supply chains : a continuous approach. Society for Industrial and Applied Mathematics, Philadelphia 2010, ISBN 978-0-89871-700-6, doi:10.1137/1.9780898717600.
- Simone Göttlich: Continuous models for production networks including optimization issues. Zugl.: Kaiserslautern, Techn. Univ., Diss., 2007. Dr. Hut, München 2007, ISBN 978-3-89963-615-4.
- Simone Göttlich, Michael Herty, Axel Klar: Network models for supply chains. In: Communications in Mathematical Sciences. Band 3, Nr. 4, Dezember 2005, ISSN 1539-6746, S. 545–559 (projecteuclid.org [abgerufen am 18. Oktober 2020]).